# Bogdanci (obwód Razgrad)
Bogdanci (bułg. Богданци) – wieś w Bułgarii, w obwodzie Razgrad, w gminie Samuił. W 2023 roku liczyła 463 mieszkańców.